# Cyrtopogon fumipennis
Cyrtopogon fumipennis là một loài ruồi trong họ Asilidae. Cyrtopogon fumipennis được Wilcox & Martin miêu tả năm 1936. Loài này phân bố ở vùng Tân Bắc giới.